# Filip Krovinović
Filip Krovinović (Zagreb, 29 augustus 1995) is een Kroatisch voetballer die doorgaans speelt als middenvelder. In juli 2021 verruilde hij Benfica voor Hajduk Split.

## Clubcarrière
Krovinović speelde achtereenvolgens in de jeugd van Lokomotiva Zagreb, Dinamo Zagreb en NK Zagreb. Bij die laatste club maakte hij zijn debuut als professioneel voetballer op 5 april 2013, toen met 0–3 verloren werd van Dinamo Zagreb. Fatos Bećiraj scoorde en Ivan Krstanović deed dat tweemaal. Krovinović mocht vier minuten voor tijd invallen. Na twee wedstrijden op het hoogste niveau degradeerde de club naar de 2. HNL. Hier speelde hij vooral als basisspeler en op 18 september 2013 maakte hij zijn eerste doelpunt, tijdens een overwinning op Solin: 5–0. NK Zagreb werd direct kampioen en promoveerde weer naar de 1. HNL.
Na iets meer dan een jaar haalde Rio Ave de Kroaat naar Portugal, waar hij voor vier jaar tekende. In de zomer van 2017 verkaste Krovinović voor circa drieënhalf miljoen euro naar Benfica, waar hij zijn handtekening zette onder een verbintenis voor de duur van vijf seizoenen. Na een halfjaar scheurde hij zijn kruisband, waardoor hij de tweede helft van het seizoen niet in actie kon komen.
Medio 2019 huurde West Bromwich Albion de Kroaat voor één seizoen. Deze verhuurperiode werd later verlengd tot januari 2021. Hierna speelde hij nog een half seizoen op huurbasis bij Nottingham Forest. Hajduk Split haalde Krovinović in de zomer van 2021 voor een bedrag van circa anderhalf miljoen euro terug naar Kroatië. Twee jaar na zijn komst werd het contract van de Kroaat opengebroken en verlengd tot medio 2027.

## Clubstatistieken
| Seizoen | Club                   | Competitie     | Competitie | Competitie | Beker | Beker | Internationaal | Internationaal | Totaal | Totaal |
| Seizoen | Club                   | Competitie     | Wed.       | Dlp.       | Wed.  | Dlp.  | Wed.           | Dlp.           | Wed.   | Dlp.   |
| ------- | ---------------------- | -------------- | ---------- | ---------- | ----- | ----- | -------------- | -------------- | ------ | ------ |
| 2012/13 | NK Zagreb              | 1. HNL         | 2          | 0          | 0     | 0     | —              | —              | 2      | 0      |
| 2013/14 | NK Zagreb              | 2. HNL         | 32         | 7          | 2     | 1     | —              | —              | 34     | 8      |
| 2014/15 | NK Zagreb              | 1. HNL         | 35         | 3          | 1     | 0     | —              | —              | 36     | 3      |
| 2015/16 | NK Zagreb              | 1. HNL         | 6          | 2          | 0     | 0     | —              | —              | 6      | 2      |
| 2015/16 | Rio Ave                | Primeira Liga  | 9          | 0          | 7     | 2     | —              | —              | 16     | 2      |
| 2016/17 | Rio Ave                | Primeira Liga  | 26         | 5          | 4     | 0     | 2              | 0              | 32     | 5      |
| 2017/18 | Benfica                | Primeira Liga  | 13         | 1          | 5     | 1     | 0              | 0              | 18     | 2      |
| 2018/19 | Benfica                | Primeira Liga  | 4          | 0          | 3     | 0     | 2              | 0              | 9      | 0      |
| 2019/20 | → West Bromwich Albion | Championship   | 40         | 3          | 3     | 0     | —              | —              | 43     | 3      |
| 2020/21 | → West Bromwich Albion | Premier League | 11         | 0          | 1     | 0     | —              | —              | 12     | 0      |
| 2020/21 | → Nottingham Forest    | Championship   | 19         | 1          | 0     | 0     | —              | —              | 19     | 1      |
| 2021/22 | Hajduk Split           | 1. HNL         | 27         | 5          | 2     | 2     | 2              | 0              | 31     | 7      |
| 2022/23 | Hajduk Split           | 1. HNL         | 35         | 1          | 5     | 1     | 4              | 1              | 44     | 3      |
| 2023/24 | Hajduk Split           | 1. HNL         | 35         | 5          | 4     | 1     | 2              | 0              | 41     | 6      |
| 2023/24 | Hajduk Split           | 1. HNL         | 13         | 1          | 1     | 0     | 4              | 0              | 18     | 1      |
| Totaal  | Totaal                 | Totaal         | 307        | 34         | 38    | 8     | 16             | 1              | 361    | 43     |

Bijgewerkt op 28 november 2024.

## Erelijst
| Competitie             |           |           |           |           |
| Competitie             | Aantal    | Jaren     |           |           |
| NK Zagreb              | NK Zagreb | NK Zagreb | NK Zagreb | NK Zagreb |
| ---------------------- | --------- | --------- | --------- | --------- |
| 2. HNL                 | 1         | 2013/14   |           |           |
| Benfica                |           |           |           |           |
| Primeira Liga          | 1         | 2018/19   |           |           |
| Supertaça              | 1         | 2017      |           |           |
| Hajduk Split           |           |           |           |           |
| Hrvatski nogometni kup | 1         | 2021/22   |           |           |